# 238817 Titeuf
238817 Titeuf este o planetă minoră (asteroid), cu un diametru de 3,009 km, din centura de asteroizi. A fost descoperită pe 10 august 2005 la Vicques⁠(d) de Michel Ory⁠(d) și a fost numită după Titeuf⁠(d). 
Obiectul prezintă o orbită caracterizată de o semiaxă mare de 3,0476021070976 UAi, o excentricitate de 0,24, o înclinație de 7,3 ° în raport cu ecliptica.